# Mbari (art)

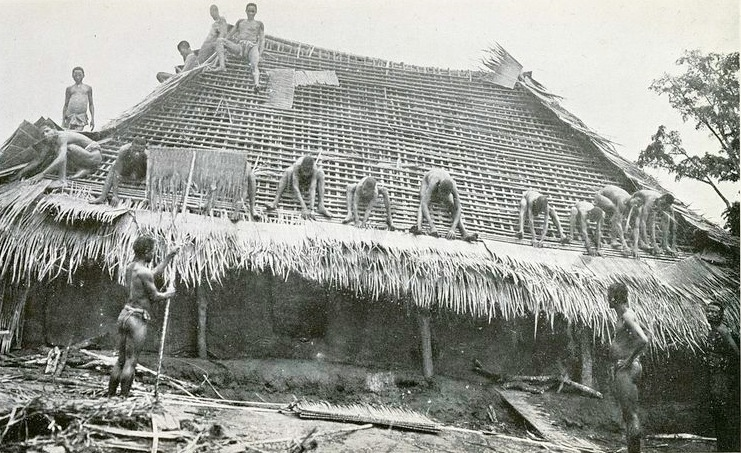
Chaume avec tapis de feuilles de palmier, début du XXe siècle.

Le Mbari est une forme d'art visuel pratiquée par les Igbos, au sud-est du Nigeria. Elle consiste en une maison sacrée construite comme un rite de propitiatoire.
Les maisons de Mbari de l’Owerri-Igbo, qui sont de grands abris carrés à plan ouvert, contiennent de nombreuses figures peintes de grandeur nature sculptées dans la boue pour apaiser les Alusi (en) (divinité) et Ala, la déesse de la terre, avec d’autres divinités du tonnerre et de l'eau.
Les autres sculptures représentent des fonctionnaires, des artisans, des étrangers (principalement des Européens), des animaux, des créatures légendaires et des ancêtres. Les maisons de Mbari mettent des années à être construites et leur construction est considérée comme sacrée. Une cérémonie est organisée dans la structure pour un rassemblement des dirigeants de la ville. Une fois le rituel terminé, entrer ou même regarder la maison de Mbari est considéré comme tabou. Le bâtiment n'est entretenu et se décompose dans les éléments.
Chinua Achebe, célèbre romancier et théoricien de la littérature nigériane, a déclaré dans son essai sur Mbari : « Mbari était une célébration de l’art du monde et de la vie qui y est vécue. Elle a été interprétée par la communauté sous le commandement de sa divinité dominante, généralement la déesse de la Terre, Ala, qui a combiné deux rôles formidables dans le panthéon Igbo en tant que fontaine de la créativité dans le monde et gardien de l'ordre moral dans la société humaine ».
Le Mbari Club, centre culturel pour écrivains et artistes co-fondé en 1961 par Ulli Beier et d'autres personnalité du monde littéraire et artistique à Ibadan, a été nommé ainsi à la suggestion d'Achebe,.